# 상주향교 대성전
상주향교대성전(尙州鄕校大成殿)은 대한민국 경상북도 상주시 신봉동에 있는 조선시대의 건축물이다. 1982년 2월 24일 경상북도의 유형문화재 제155호로 지정되었다.

## 개요
향교는 훌륭한 유학자를 제사하고 지방민의 유학교육과 교화를 위하여 나라에서 지은 교육기관이다.
상주향교는 조선 세종 8년(1426)에 지어진 후 임진왜란(1592)으로 불탄 것을 광해군 11년(1619)에 다시 지었다. 지금의 남산중학교 일대가 원래는 향교의 영역이었으나, 1949년부터 일부가 학교로 이용되고 있다.
현재 성현에게 제사지내는 건물인 대성전과 동·서무, 그리고 유생들의 생활공간인 동재와 서재, 누각인 태평루가 남아있으나, 동무와 서무는 학교의 교실로 사용되고 있다. 동재는 동무의 뒤쪽으로 옮겨 지었고, 서재도 규모가 축소되어 다른 용도로 쓰이고 있다. 강학 공간인 명륜당은 1920년에 불타 없어지고 그 자리에 교실을 지었다.
대성전은 앞면 5칸·옆면 3칸 규모의 사당으로, 지붕 옆면이 사람 인(人)자 모양인 간결한 맞배지붕집이다. 안에는 중국과 우리나라 유학자의 위패를 모시고 있다.
조선시대에는 나라로부터 토지와 노비·책 등을 지급 받아 운영하였다. 지금은 교육의 기능은 없어지고 제사의 기능만 남아있다.

## 참고 자료
- 상주향교대성전 - 국가유산청 국가유산포털